# WR 102ka
WR 102ka (2MASS J17461811-2901366) es una estrella de Wolf-Rayet hipermasiva en la constelación de Sagitario.
Situada cerca del centro galáctico a unos 26 000 años luz de distancia, WR 102ka se encuentra en la Nebulosa Peonía, por lo que también es conocida como Estrella de la Nebulosa Peonía (en inglés Peony Nebula Star).
De tipo espectral WN9, su masa original era de al menos 100 masas solares, aunque probablemente ya ha perdido una parte considerable de la misma por medio de fuertes vientos estelares.
Oculta tras gruesas capas de polvo en una región muy poblada de estrellas, WR 102ka es difícil de observar, al estar casi totalmente oscurecida en longitudes de onda visibles.
La observación con el telescopio espacial Spitzer en la región infrarroja ha permitido conocer que WR 102ka es una de las estrellas más luminosas de la Vía Láctea, con una luminosidad bolométrica estimada de 3,2 millones de soles. Su luminosidad es algo inferior a la de η Carinae, aunque dada la incertidumbre en las medidas pudiera ser más luminosa que ésta. Ambas estrellas probablemente exploten como supernovas en unos pocos millones de años.
Se piensa que pueden existir otras estrellas «superluminosas» aún no descubiertas en la misma región donde se encuentra WR 102ka.